# Eisenwarenhandel

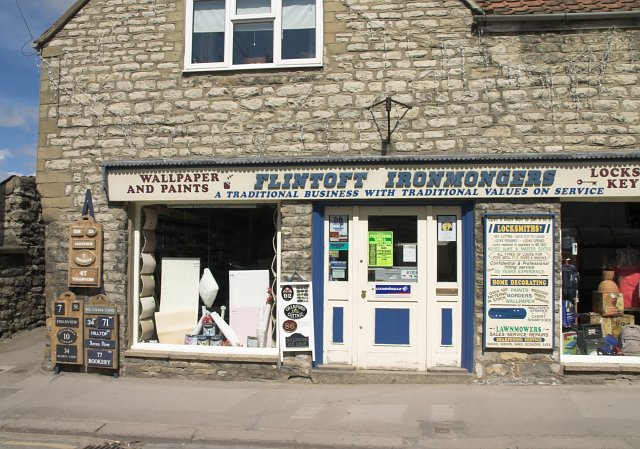
Ein Eisenwarenhandel in Pickering (North Yorkshire)

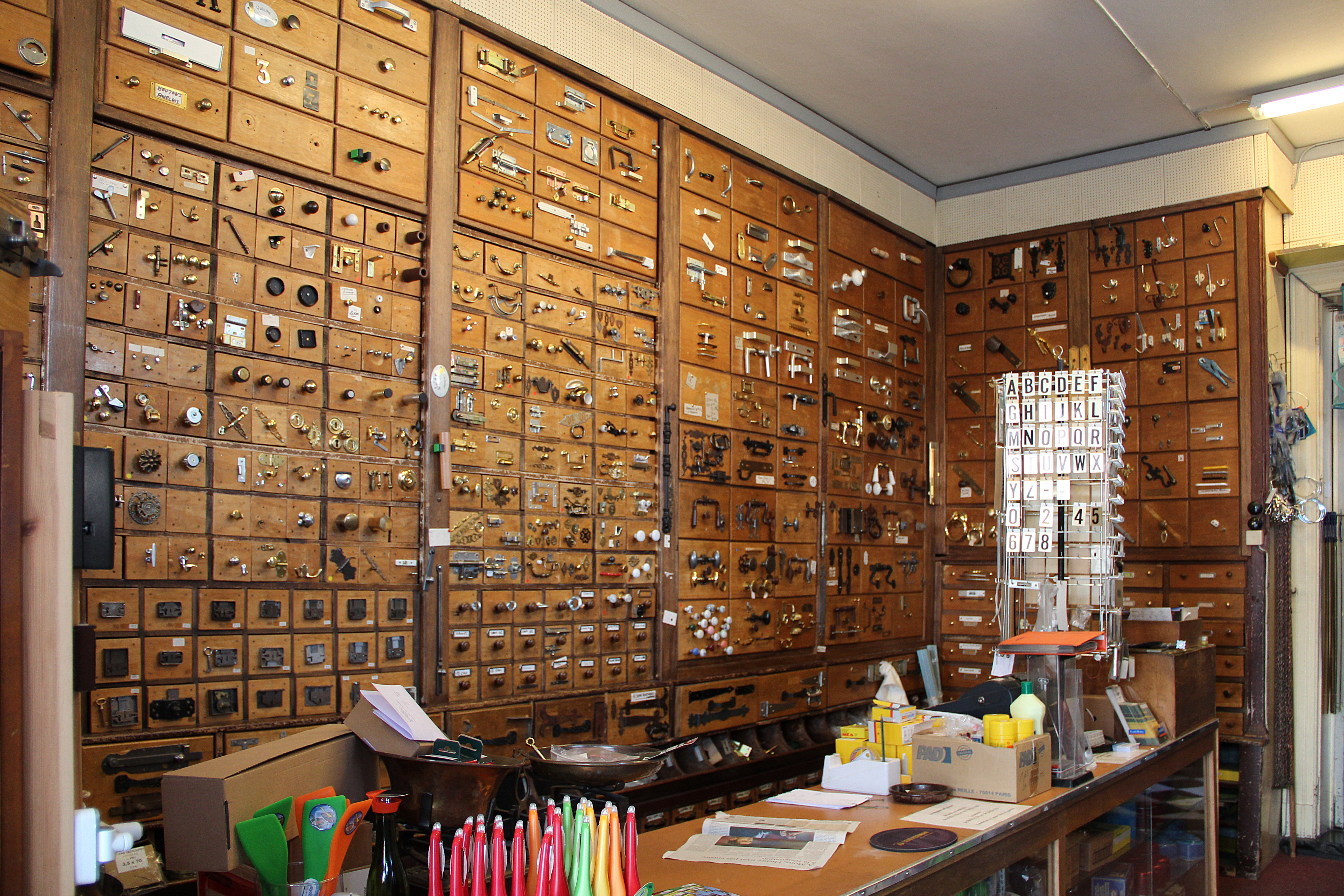
Innenansicht eines Eisenwarenhandels in Soignies (Belgien)

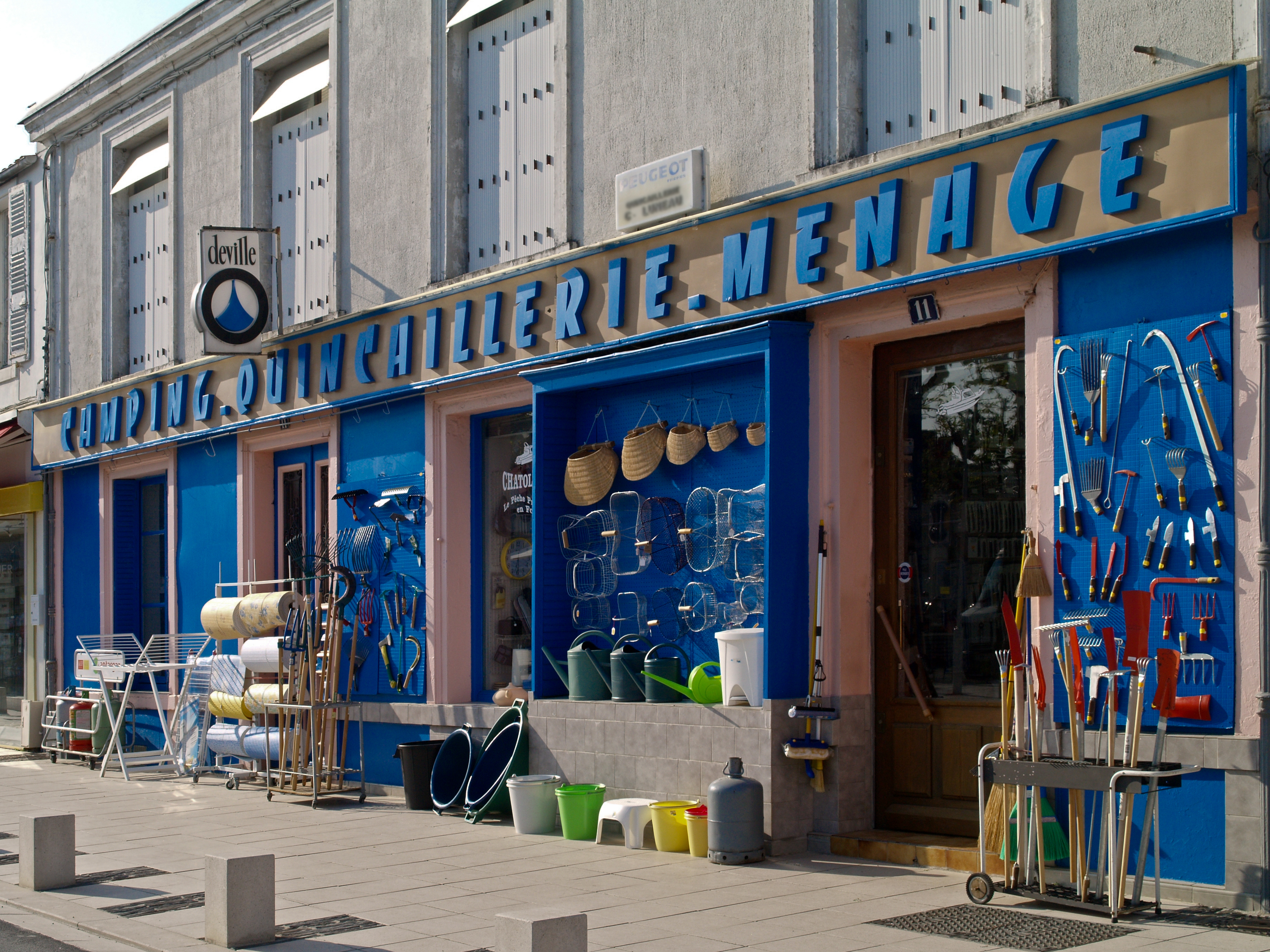
Ein Eisenwarenhandelsgeschäft in Frankreich, mit Eisenwaren und anderen Gebrauchsgütern

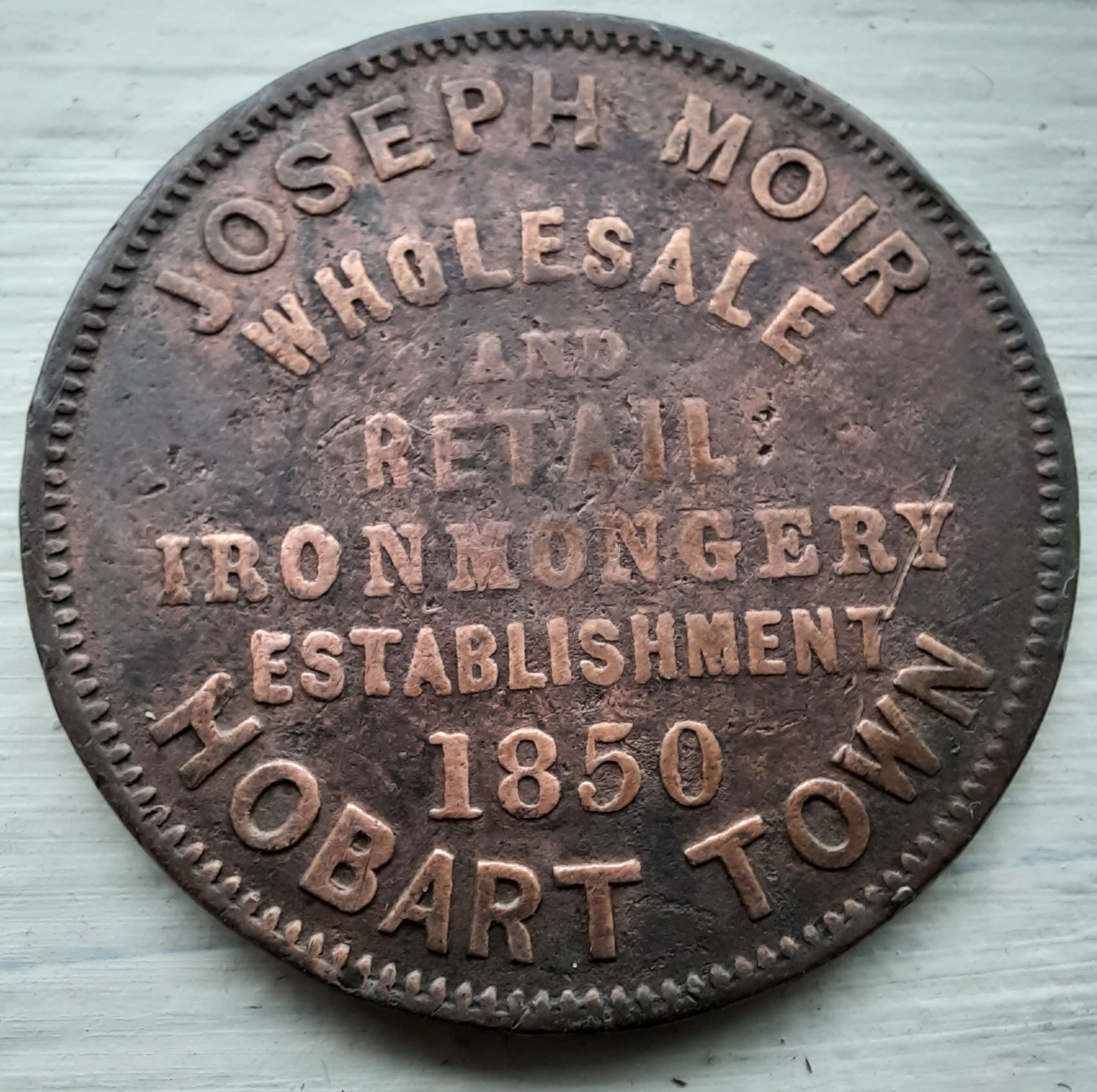
Vorderseite eines Penny Token von Joseph Moir, Werbung „Groß- und Einzelhandel Eisenwaren,“ 1850

Der Eisenwarenhandel ist der Handel mit Eisenwaren und damit verwandten Produkten sowie Werkzeugen. Eisenwaren sind Gebrauchsgegenstände, die meist aus Eisen bestehen und die sowohl im Einzelhandel als auch Großhandel als Handelswaren vertrieben werden. Dies sind zum Beispiel: Werkzeuge, Schneidwaren, Beschlagteile, Ketten, Schrauben, verschiedene landwirtschaftliche Geräte, wie zum Beispiel Hacken oder Sensen. Eisenwaren sind eine Untergruppe der Hartwaren.
In den USA und Großbritannien ist der Begriff des Eisenwarenhändlers (Ironmonger) als Anbieter von Gebrauchsgütern verbreitet, wobei in den USA darunter inzwischen vor allem kleine und mittlere Baumärkte (Hardware store) verstanden werden.
Viele Eisenwaren, die vom Eisenwarenhandel angeboten wurden und werden, sind für den öffentlichen, gewerblichen und privaten Gebrauch gleichermaßen konstruiert.
Der Eisenwarenhandel war bereits früher teilweise mit dem Vertrieb von weiteren Handelserzeugnissen kombiniert, so z. B. Haushaltswaren, Fahrräder, Schlüssel- und/oder Schlosshandel bzw. -dienste, Kohlenhandel, Porzellanwaren etc. oder einem eisenbe- bzw. -verarbeitenden Handwerk, z. B. Schmied oder Schlosser, und findet dementsprechend die moderne Ergänzung in größerem Maßstab in Baumärkten.

## Geschichte
Der Handel mit Eisenwaren hat eine lange Tradition. Der Handel mit Eisen selbst erfolgte bereits in frühester Zeit seit der Möglichkeit, das Material zu bearbeiten, etwa um 1200 v. Chr. Die Untersuchung des Handels mit Metallen und Metallgegenständen bzw. Eisenwaren ergab und ergibt wertvolle Einblicke in die früheren Gesellschaften und Handelsbeziehungen.
Bis in das Mittelalter blieb der örtliche Schmied dabei eine wichtige Bezugsquelle für Waffen, Werkzeuge und Geräte aus Eisen und auch die bescheidenen Gebrauchsgegenstände für den privaten Gebrauch. Mit der Industriellen Revolution und der Einführung der Massenproduktion wurden Eisenwaren leichter verfügbar, das Preisniveau sank erheblich ab und es entstanden spezialisierte Eisenwarenhandlungen mit eigenen Produktkatalogen (siehe z. B. auch: Sauerländer Wanderhändler).
Auch wurde die Funktionalität der Eisenwaren mit ansprechendem Design zu verbinden gesucht (siehe auch die Kunstrichtung Jugendstil und den Bauhaus-Stil in einigen Ausprägungen).
Einige moderne Betriebe verlagerten im Laufe der Jahre den wirtschaftlichen Schwerpunkt vom ursprünglichen Eisenhandel und wurden teilweise auch weltbekannte Unternehmen mit unterschiedlichsten Produkten, wie z. B. der 1876 in Bielefeld gegründete Eisenwarenhandel von Carl Benteler, die Fa. Debrunner Koenig AG, Fa. A. W. Niemeyer, Fa. Oederlin, oder ergänzten das Portfolio mit den Eisenwarenhandel wie z. B. beim Unternehmen Franz Haniel & Cie. des später so genannten Industriepioniers Franz Haniel. In Spanien gründete Manuel Agustín Heredia den ersten Industrie-Eisenwarenhandel (im 19. Jahrhundert).

## Verbände
Beispiele:
- Verband Deutscher Eisenwarenhändler (VDE) / Zentralverband Hartwarenhandel
- Verband der österreichischen Eisenwaren- und Küchengerätehändler[2]
- Internationale Vereinigung der Eisenwaren- und Eisenhändlerverbände[2]

## Folklore
Bei der Lord Mayor’s Show Parade (dt. „Oberbürgermeisterparade“) nimmt der neu vereidigte Lord Mayor of London teil. Bei dieser Parade nehmen die zwölf größten Livery Companies teil, unter anderem die Zunft der Eisenwarenhändler (engl.: „Worshipful Company of Ironmongers“), der Samt- und Seidenhändler, der Lebensmittelhändler, der Stoffhändler, der Fischhändler, der Goldschmiede, der Schneider, der Pelzhändler, der Kleiderhändler, der Salzhändler, der Weinhändler und der Stoffverarbeiter.

## Bekannte Eisenwarenhändler
- John Ballance (neuseeländischer Politiker, Gründer und Herausgeber des Evening Herald in Wanganui, Gründer der ersten politischen Partei in Neuseeland und der 14. Premierminister von Neuseeland).
- Günther Benedikt (25. Bürgermeister von St. Pölten),
- Justus Robert Böker (deutscher Kaufmann, Geheimer Kommerzienrat und Kommunalpolitiker),
- Ezra Clark (US-amerikanischer Politiker),
- Silas A. Conrad (US-amerikanischer Politiker),
- Ole Christensen (dänischer Politiker und Mitglied des Europäischen Parlaments),
- Charles Henry Dietrich (US-amerikanischer Politiker und 1901 der zwölfte Gouverneur von Nebraska, zwischen 1901 und 1905 Vertreter von Nebraska im US-Senat),
- John William Evans (australischer Politiker und 1904 bis 1909 Premier von Tasmanien),
- David W. Finney (US-amerikanischer Politiker und zwischen 1881 und 1885 Vizegouverneur von Kansas),
- Wilder D. Foster (Politiker im US-Repräsentantenhaus),
- Thomas B. Fugate (zwischen 1949 und 1953 für Virginia im Repräsentantenhaus der Vereinigten Staaten),
- Heinrich Gahrns (deutscher Politiker (CDU)
- Thomas Garrett (US-amerikanischer Abolitionist, Quäker und eine führende Persönlichkeit in der Underground Railroad, die entflohenen Sklaven half, in die Nordstaaten zu entfliehen),
- Adelrich Gyr (Schweizer Unternehmer),
- Adolph Kantorowicz (1836–1906), deutscher Eisenwarenhändler und Landtagsabgeordneter in Posen),
- William M. Ketchum (US-amerikanischer Politiker und zwischen 1973 und 1978 für Bundesstaat Kalifornien im Repräsentantenhaus der Vereinigten Staaten),
- Richard Kirman (US-amerikanischer Politiker und von 1935 bis 1939 Gouverneur von Nevada),
- Gustav Krüger (deutscher Gewerkschafter und sozialdemokratischer Politiker),
- Hanns Hermann Lagemann (deutscher Politiker der CDU),
- Michael Liebel junior, (US-amerikanischer Politiker),
- Günter Liebig (deutscher Politiker der LDPD und Gewerkschafter),
- Heinrich Lieser (Unternehmer, siehe auch: Viktoriastift)
- William V. Marquis (Vizegouverneur von Ohio),
- William Rainey Marshall (US-amerikanischer Politiker und von 1866 bis 1870 Gouverneur von Minnesota),
- Edward S. Minor (US-amerikanischer Politiker und zwischen 1895 und 1907 für Wisconsin im Repräsentantenhaus der Vereinigten Staaten),
- Ludwig Mohr (deutscher Dichter, Historiker und Heimatforscher),
- Thomas Newcomen (englischer Erfinder),
- Allen Potter (US-amerikanischer Politiker und zwischen 1875 und 1877 für Michigan im Repräsentantenhaus der Vereinigten Staaten),
- Cornelius Roosevelt (US-amerikanischer Geschäftsmann, Bankier und Mitglied der Roosevelt-Familie),
- Franz Semer (deutscher Geschäftsmann und Bankier),
- Charles L. Underhill (US-amerikanischer Politiker),
- William D. Vincent (US-amerikanischer Politiker und zwischen 1897 und 1899 für den fünften Wahlbezirk von Kansas im Repräsentantenhaus der Vereinigten Staaten).
- Charles W. Vursell (US-amerikanischer Politiker)

## Eisenwarenhandel in der Kunst
- Winterreise (Film)
- Der alte Musikant (Bild)
- Bild des Eisenwarenhändlers Albert Pfleiderer-Coy von Ernst Bader

## Publikationen zum Eisenwarenhandel
- Eisenwaren-Zeitung, herausgegeben vom Zentralverband Hartwarenhandel, Düsseldorf, ab 1948, ISSN 0013-2861 und ISSN 0945-5345